# Koiwa Zima
Koiwa Zima (Transkription von japanisch 小岩島 ‚Kleine Felseninsel‘) ist eine flache Insel vor der Prinz-Harald-Küste des ostantarktischen Königin-Maud-Lands. Sie gehört zur Inselgruppe Flatvær und liegt unmittelbar südlich von Iwa-zima im nordöstlichen Teil der Lützow-Holm-Bucht.
Norwegische Kartographen kartierten sie 1946 anhand von Luftaufnahmen der Lars-Christensen-Expedition 1936/37. Japanische Wissenschaftler gaben ihr 1974 ihren profanen Namen.